# سكوت هيلفينستون
ستيفن "سكوت" هيلفينستون (21 يونيو 1965 - 31 مارس 2004) كان جنديًا في قوات النخبة البحرية الأمريكية. كان يعمل متعاقدًا أمنيًا لدى شركة بلاك ووتر للأمن عندما قُتل في كمين الفلوجة في 31 مارس 2004، بعد أيام من وصوله إلى العراق.
كان هيلفينستون مدربًا شخصيًا لمشاهير هوليوود، مثل ديمي مور (لمسلسل "جي آي جين")، وظهر أيضًا في برامج الواقع "مهام قتالية" و "الإنسان ضد الوحش" (في الأخير، أكمل مسار حواجز أسرع من الشمبانزي). كما شارك في بطولة مسلسل واقعي بعنوان "رحلات استكشافية قاسية: سلوك نموذجي" قبل أشهر من مغادرته إلى العراق. صُوّر المسلسل في المكسيك وانتهى تصويره، لكنه لم يُعرض قط.
كان هيلفينستون مدربًا شخصيًا لمشاهير هوليوود، مثل ديمي مور (لمسلسل "جي آي جين")، وظهر أيضًا في برامج الواقع "مهام قتالية" و "الإنسان ضد الوحش" (في الأخير، أكمل مسار حواجز أسرع من الشمبانزي). كما شارك في بطولة مسلسل واقعي بعنوان "رحلات استكشافية قاسية: سلوك نموذجي" قبل أشهر من مغادرته إلى العراق. صُوّر المسلسل في المكسيك وانتهى تصويره، لكنه لم يُعرض قط.
انضم هيلفيستون إلى البحرية في سن 17 وتلقى أوامر للتدريب الأساسي على التدمير تحت الماء/البحرية الخاصة ( BUD/S) في قاعدة كورونادو البحرية البرمائية. أصبح أصغر شخص يكمل تدريب البحرية الخاصة. تخرج مع فئة BUD/S 122 في عام 1983 ثم التحق بالمدرسة الأساسية المحمولة جواً في فورت بينينج، جورجيا. بعد التدريب التكتيكي للبحرية الخاصة (STT) وإكمال فترة الاختبار لمدة ستة أشهر، حصل على تصنيف البحرية المجند (NEC) 5326 كسباح مقاتل (SEAL)، مؤهلاً لارتداء شارة الحرب الخاصة. أمضى 12 عامًا في البحرية الخاصة حتى غادر في عام 1994 برتبة E-6 (ضابط إمداد من الدرجة الأولى).
بدأ هيلفينستون التدريب في منشآت بلاك ووتر الأمريكية في مارس 2004، وتطورت بينهما خلافات شخصية مع المدرب الرئيسي جاستن "شريك" ماكوين. وصل هيلفينستون إلى الكويت في 18 مارس، حيث كان تحت إدارة جون وكاثي بوتر، اللذين كان يعرفهما من فرقة Combat Missions.

## عقد
ساعد الموظف جون بوتر شركة بلاك ووتر للأمن (التي سُميت لاحقًا أكاديمي) في الفوز بعقد لتوفير الأمن لقوافل معدات المطابخ لشركة ريجنسي الكويتية للفنادق والمستشفيات وشركة خدمات الدعم يوريست (كانت شركة يوريست مقاولًا فرعيًا لشركة هاليبرتون كي بي آر). نص العقد على أن تتقاضى ريجنسي 815 دولارًا أمريكيًا يوميًا، بينما تقاضت هيلفينستون والمقاولون الآخرون 600 دولار أمريكي يوميًا.
نصّ العقد الأصلي على وجود ثلاثة رجال على الأقل لكل مركبة في مهام أمنية "مع وجود مركبتين مدرعتين على الأقل لدعم تحركات ESS". بالإضافة إلى ذلك، نصّ العقد على وجود مدفعي خلفي مدجج بالسلاح، ووقت كافٍ قبل أي مهمة لمراجعة المسار وإجراء تقييم للمخاطر وفحص ما قبل الرحلة.
وقّعت بلاك ووتر عقدًا مُعدّلًا مع ريجنسي في 12 مارس 2004، حُذفت منه كلمة "مُدرّعة". إلا أن بوتر أصرّ على تزويد رجاله بمركبات مُدرّعة، فعُزل من منصبه كمدير مشروع في 24 مارس، وحل محله جاستن ماكواون.

## ماكواون
في 27 مارس/آذار، قبل يومين من موعد إرسال هيلفينستون المقرر إلى العراق، أعاد ماكواون تعيينه في فريق يغادر في الثامن والعشرين، رغم اعتراضات العديد من موظفي بلاك ووتر الآخرين. اعتقد هيلفينستون أن ماكوين استاء منه، فعمد إلى تعيين هيلفينستون في اللحظة الأخيرة. في إحدى رسائل هيلفينستون الأخيرة قبل وفاته، كتب إلى مالك بلاك ووتر، مدعيًا أن سلوك ماكواون " مُتلاعب للغاية، ومُنافق، وغير ناضج، وغير مهني"، وله أجندة خفية: "لنرَ إن كان بإمكاننا التلاعب بسكوت".
في 30 مارس/آذار، أرسل ماكوين هيلفينستون مع ثلاثة متعاقدين آخرين، هم جيري زوفكو، ويسلي باتالونا، ومايكل تيج، لحراسة قافلة تابعة لشركة ESS متجهة من بغداد إلى قاعدة عسكرية غرب الفلوجة. كانوا في سيارتين غير مدرعتين، ولم تكن بحوزتهم خريطة.

## موت
كان هيلفينستون، برفقة أعضاء فريقه جيري زوفكو، ويسلي باتالونا، ومايكل تيغ، ينقلون الطعام ومعدات أخرى في مركبات غير مدرعة إلى مركز مدينة الفلوجة عندما نصب لهم المتمردون كمينًا. قُتل المتعاقدون الأربعة بالقنابل اليدوية ونيران الأسلحة الصغيرة. سُحبت جثثهم من مركباتهم، وتعرضوا للضرب وأُحرقت. أحرقوا الجثث ومثلوا بها، ثم سُحبوا في الشوارع، وشُنق اثنان منهم على جسر يعبر نهر الفرات.
ونُشِرَت صور الحدث لوكالات الأنباء في جميع أنحاء العالم.

## عواقب
رفعت عائلات المتعاقدين الأربعة القتلى، وعلى رأسهم والدة هيلفينستون، كاتي هيلفينستون-ويتنجل، ووالدة جيري زوفكو، دونا زوفكو، دعوى قضائية ضد بلاك ووتر لدى المحامي دانيال كالاهان في 5 يناير/كانون الثاني 2005 (هيلفينستون وآخرون ضد بلاك ووتر سيكيوريتي)، متهمين إياهم بالقتل الخطأ. وردّت بلاك ووتر برفع دعوى مضادة مطالبةً بتعويض قدره 10 ملايين دولار.
في يناير/كانون الثاني 2011، رفض قاضٍ فيدرالي القضيتين. وأعلن محامي المدعين عزمهم استئناف الحكم.

## روابط خارجية
- وصف مسيرة هيلفينستون في برنامج الواقع
- سكوت هيلفينستون في قاعدة بيانات الأفلام على الإنترنت
- المحاربون الخاصون – PBS Frontline| العراق الغزو الأمريكي للعراق - - جاي غارنر - بول بريمر - الحكومة العراقية المؤقتة - غازي الياور - إياد علاوي - الانتخابات العراقية - جلال الطالباني - إبراهيم الجعفري - نوري المالكي - إعدام صدام حسين |
| تحرير || - ع - ن - ت حرب العراق (2003–2011)     | - ع - ن - ت حرب العراق (2003–2011) |
| -------------------------------------- | --- |
| - جزء من صراع العراق                   | |
| المقدمات                               | - الأساس المنطقي لحرب العراق - أنابيب الألومنيوم العراقية - أزمة نزع سلاح العراق - العراق وأسلحة الدمار الشامل - عمليات تزوير يورانيوم النيجر - برنامج الأسلحة البيولوجية العراقية - مبادرات السلام الفاشلة العراقية - مشروعية حرب العراق 2003 - الرأي العام في الولايات المتحدة بشأن غزو العراق - التغطية الإعلامية لحرب العراق - مقابلة صدام - انتهاكات مسندة إلى صدام حسين - حقوق الإنسان في العراق |
| الغزو                                  | - الخط الزمني لغزو العراق 2003 - التحضيرات لغزو العراق 2003 ‏ - القوات متعددة الجنسيات في العراق - معركة الناصرية - سقوط بغداد - معركة ممر ديبكة - إسقاط تمثال صدام في ساحة الفردوس - خطاب المهمة أنجزت - التكهن بأسلحة الدمار الشامل عقب غزو العراق عام 2003 - سلطة الائتلاف المؤقتة |
| الأحداث الرئيسة                        | - غزو العراق (2003) - إعدام صدام حسين (2006) - حرب العراق بمحافظة الأنبار (2003–2011) - جماعات مسلحة عراقية (2003–2011) - التمرد العراقي (2003–2006) - الحرب الأهلية العراقية (2006–2008) - اتفاق انسحاب القوات الأمريكية من العراق (2007–2011) |
| العمليات                               | \| 2003 \| - التنين محمول جوا [لغات أخرى]‏ - بابل القديمة - حربة البرق [لغات أخرى]‏ - بلدوغ ماموث [لغات أخرى]‏ - الإسهام الأسترالي - عقرب الصحراء [لغات أخرى]‏ - العمليات العسكرية للائتلاف - المطرقة الحديدية [لغات أخرى]‏ - العدالة الحديدية [لغات أخرى]‏ - آيفي بليزارد [لغات أخرى]‏ - التأخر في الشمال [لغات أخرى]‏ - Panther Squeeze [لغات أخرى]‏ - Peninsula Strike [لغات أخرى]‏ - عملية كوكب إكس ‏ - عملية الفجر الأحمر - عملية تليك \| \| 2004 \| - معركة سامراء - Bulldog Mammoth [لغات أخرى]‏ - عملية أطفال العراق - Iron Saber [لغات أخرى]‏ - معركة الفلوجة الثانية - معركة الفلوجة الثانية - Phantom Linebacker [لغات أخرى]‏ - Plymouth Rock [لغات أخرى]‏ - معركة الفلوجة الأولى - Warrior's Rage [لغات أخرى]‏ \| \| 2005 \| - Able Rising Force ‏ - Able Warrior ‏ - Badlands - عملية سايكلون - Dagger - Iron Hammer [لغات أخرى]‏ - ماتادور - New Market [لغات أخرى]‏ - الرمح - Squeeze Play [لغات أخرى]‏ - الستارة الفولاذية \| \| 2006 \| - الماجد - Gaugamela - Guardian Tiger ‏ - Iron Triangle [لغات أخرى]‏ - عملية ميدوسا - River Falcon ‏ - Scorpion - عملية سندباد [لغات أخرى]‏ - Swarmer - عملية معا إلى الأمام \| \| 2007 \| - عملية اللجاه [لغات أخرى]‏ - Arbead II ‏ - عملية آردنس [لغات أخرى]‏ - عملية النسر الأسود - عملية النسر المغوار - عملية فورسيث بارك ‏ - عملية فرض القانون - Leyte Gulf [لغات أخرى]‏ - Marne Avalanche [لغات أخرى]‏ - عملية شعلة مارن ‏ - عملية ماوتني [لغات أخرى]‏ - Phantom Strike [لغات أخرى]‏ - فانتوم ثاندر [لغات أخرى]‏ - Polar Tempest ‏ - Purple Haze ‏ - Saber Guardian [لغات أخرى]‏ - Sledgehammer - Stampede 3 [لغات أخرى]‏ - Tiger Hammer [لغات أخرى]‏ - عملية الحارس الشجاع ‏ - معركة بعقوبة \| \| 2008 \| - Operation Defeat Al Qaeda in the North - بشائر الخير - Operation Phantom Phoenix \| |
| ما بعد الحرب                           | - الأمر 81 - التمرد العراقي (2011–2013) - التدخل العسكري الدولي ضد تنظيم الدولة الإسلامية (داعش) (2014–الآن) - التدخل بقيادة الولايات المتحدة في العراق - الحرب الأهلية العراقية (2014–2017) (2014–2017) - التمرد العراقي (2017–الآن) (2017–الآن) |
| مواقف وآراء                            | - وجهات النظر حول غزو العراق عام 2003 - مشروعية غزو العراق عام 2003 - معارضة حرب العراق - احتجاجات ضد حرب العراق - نقد حرب العراق - مجلس الأمن الدولي وحرب العراق - المواقف الحكومية من حرب العراق قبل غزو العراق عام 2003 |
| جرائم الحرب                            | - مقتل الصحفيين بنيران القوات الأمريكية (2003) - مجزرة الفلوجة (2003) - إساءة معاملة السجناء والتعذيب في سجن أبي غريب (2004) - مجزرة حفلة عرس مكر الذيب (2004) - مجزرة حديثة (2005) - جرائم المحمودية (2006) - حادثة الإسحاقي (2006) - حادثة الحمدانية (2006) - الغارة الجوية على بغداد في 12 يوليو 2007 (2007) - مجزرة ساحة النسور (2007) - تسريب وثائق حرب العراق (2010) |
| التأثير                                | - لاجئون عراقيون - فريق الاستقصاء المتعلق بالعراق - أضرار بغداد خلال حرب العراق - نهب الآثار - مجلس الحكم العراقي - إعادة إعمار العراق - الإصلاح الاقتصادي في العراق - التكلفة المالية - ضحايا حرب العراق - لجنة تشيلكوت - حقوق الإنسان في العراق - كندا وحرب العراق |
| النصب التذكارية                        | - نصب العراق وأفغانستان التذكاري |
| قوائم                                  | - العمليات العسكرية في العراق من جانب الائتلاف بقيادة الولايات المتحدة - التفجيرات - إسقاطات الطيران والحوادث |
| الجدول الزمني للحرب                    | - 2003 - 2004 - 2005 - 2006 - 2007 - 2008 - 2009 - 2010 - 2011 |
| - تصنيف:حرب العراق - أخبار - ويكيميديا | |
| 2003                                   | - التنين محمول جوا [لغات أخرى]‏ - بابل القديمة - حربة البرق [لغات أخرى]‏ - بلدوغ ماموث [لغات أخرى]‏ - الإسهام الأسترالي - عقرب الصحراء [لغات أخرى]‏ - العمليات العسكرية للائتلاف - المطرقة الحديدية [لغات أخرى]‏ - العدالة الحديدية [لغات أخرى]‏ - آيفي بليزارد [لغات أخرى]‏ - التأخر في الشمال [لغات أخرى]‏ - Panther Squeeze [لغات أخرى]‏ - Peninsula Strike [لغات أخرى]‏ - عملية كوكب إكس ‏ - عملية الفجر الأحمر - عملية تليك |
| 2004                                   | - معركة سامراء - Bulldog Mammoth [لغات أخرى]‏ - عملية أطفال العراق - Iron Saber [لغات أخرى]‏ - معركة الفلوجة الثانية - معركة الفلوجة الثانية - Phantom Linebacker [لغات أخرى]‏ - Plymouth Rock [لغات أخرى]‏ - معركة الفلوجة الأولى - Warrior's Rage [لغات أخرى]‏ |
| 2005                                   | - Able Rising Force ‏ - Able Warrior ‏ - Badlands - عملية سايكلون - Dagger - Iron Hammer [لغات أخرى]‏ - ماتادور - New Market [لغات أخرى]‏ - الرمح - Squeeze Play [لغات أخرى]‏ - الستارة الفولاذية |
| 2006                                   | - الماجد - Gaugamela - Guardian Tiger ‏ - Iron Triangle [لغات أخرى]‏ - عملية ميدوسا - River Falcon ‏ - Scorpion - عملية سندباد [لغات أخرى]‏ - Swarmer - عملية معا إلى الأمام |
| 2007                                   | - عملية اللجاه [لغات أخرى]‏ - Arbead II ‏ - عملية آردنس [لغات أخرى]‏ - عملية النسر الأسود - عملية النسر المغوار - عملية فورسيث بارك ‏ - عملية فرض القانون - Leyte Gulf [لغات أخرى]‏ - Marne Avalanche [لغات أخرى]‏ - عملية شعلة مارن ‏ - عملية ماوتني [لغات أخرى]‏ - Phantom Strike [لغات أخرى]‏ - فانتوم ثاندر [لغات أخرى]‏ - Polar Tempest ‏ - Purple Haze ‏ - Saber Guardian [لغات أخرى]‏ - Sledgehammer - Stampede 3 [لغات أخرى]‏ - Tiger Hammer [لغات أخرى]‏ - عملية الحارس الشجاع ‏ - معركة بعقوبة |
| 2008                                   | - Operation Defeat Al Qaeda in the North - بشائر الخير - Operation Phantom Phoenix |